# Abenozas
Abenozas es una localidad española dentro del municipio aragonés de Graus, en la Ribagorza, provincia de Huesca a 1.127 m s. n. m. Su lengua propia es el aragonés bajorribagorzano.

## Toponimia
Según Manuel Benito Moliner hay dos posibilidades etimológicas. Por una parte podría derivar de una forma genitiva de la voz árabe abin con la adición de un apellido. Por otra parte puede tener origen en la voz latina ebenus (ébano).

## Geografía
Abenozas está situado a 1.127 metros de altitud, a una distancia de 17 km de Graus, la capital del municipio.

## Historia

### Edad Media
Según Agustín Ubieto Arteta, la primera cita es de 1206, recogida en su obra Documentos de Sigena, en Textos Medievales, 32 (Valencia, 1970), y documentan las variantes Auenosa, Auenozar y Avinozar.
Más tarde el 2 de enero del 1231 el noble Arnaldo de Sancta Listra aparece en un documento junto con su mujer Miranda renunciando a favor del Monasterio de Santa Maria de Obarra, a la novena y cualquier censo sobre los hombres de Sancti Quirici.

### Edad Moderna

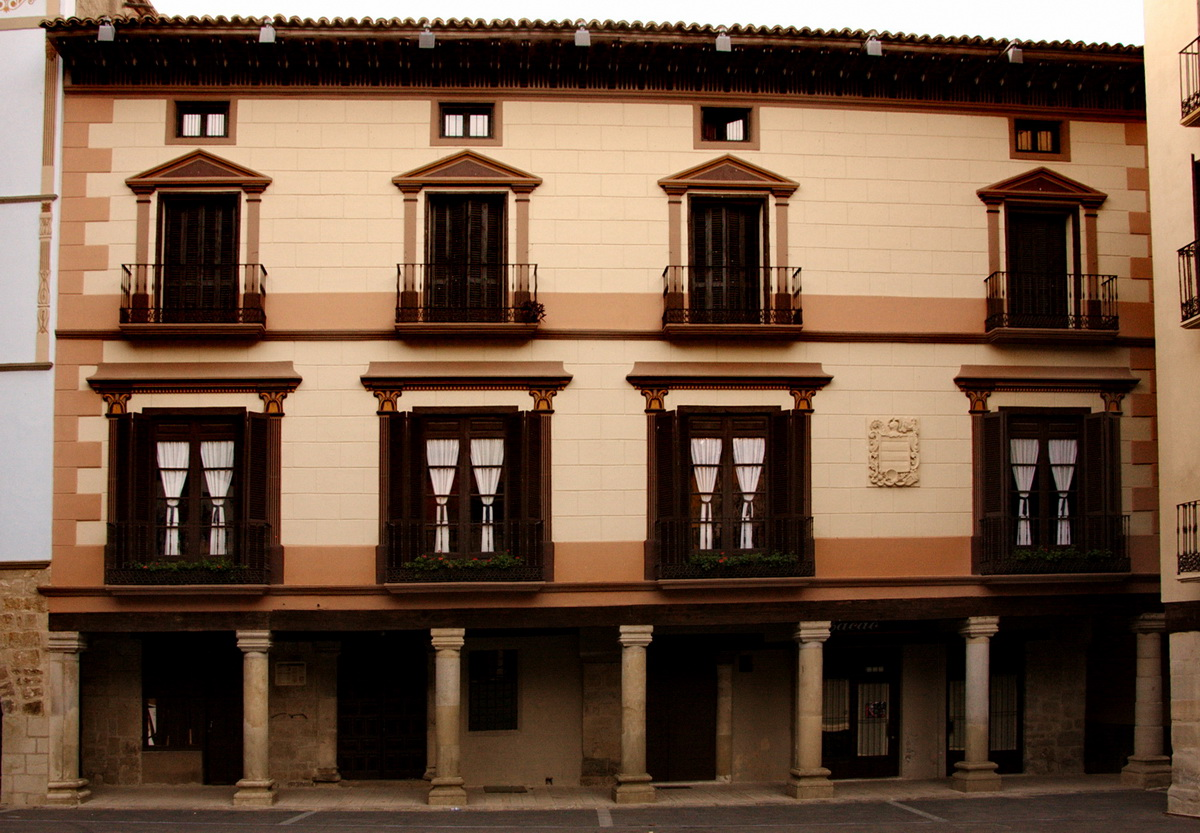
Casa de los Bardají de Graus, señores de Abenozas en el siglo XVII

Abenozas fue señorío de los Bardají de Graus, rama cadete de la Casa de Bardají que llegó a acumular un considerable señorío en los alrededores de Graus, construyendo su casa solariega en la misma población.

## Urbanismo
Abenozas está dividida en dos barrios. El de arriba, donde se encuentra la iglesia; y el de abajo.
El barrio alto, está orientado en torno a un montículo y sus edificios se agrupan alrededor de la iglesia románica de San Cristóbal, mientras que en el barrio bajo se encontraban principalmente las casas aunque a mitad de camino entre el barrio alto y bajo se encuentran las ruinas de la antigua escuela.

## Patrimonio

### Religioso
- Iglesia de San Cristóbal,[5] de estilo románico primitivo, del siglo XI ubicada en el barrio alto.
- Ermita de la Virgen de los Baños, ermita de una sola nave dividida en dos tramos[6] y de cabecera recta con pórticos a ambos lados. Construida en el siglo XVII[5]pero remodelada en el XX, Madoz ya la cita en el 1845 como casi derruida.[4]

### Civil
- Casa Solé, vivienda del siglo XIX cuyo interés artístico y arquitectónico radica en el estilo de construcción de tradición popular, es especial las inscripciones de varias hexafolias enmarcadas por círculos con carácter presumiblemente protector.[7]
- Casa Fulgencio, edificio de planta rectangular de tres plantas construido en mampostería y orientado hacia el sur de estilo de construcción popular que representa este estilo, aunque dentro de esto destaca su articulación en una plaza de pequeño tamaño frente a la distribución de las poblaciones de forma dispersa al igual que su unión a otro edificio mediante medianeras, algo también poco común en la arquitectura de la zona.[8]
- Casa Ciutad, se trata de la casa de mayor tamaño de la poblacion ya que limita con casa Solé por el costado y contribuye a cerrar la plaza aunque le da salida a través de un paso cubierto por el sur.[9]